# Karl-Heinz Jügelt
Karl-Heinz Jügelt (* 11. September 1934 in Auma, Thüringen; † 25. März 2023 in Rostock) war ein deutscher Bibliothekar und Hochschullehrer. Von 1972 bis 1992 war er Direktor der Universitätsbibliothek Rostock.

## Leben und Wirken
Nach seiner 1953 erfolgten Reifeprüfung an der Schiller-Oberschule Neustadt (Orla) studierte Karl-Heinz Jügelt von 1953 bis 1957 Finnougristik an der Humboldt-Universität Berlin und legte dort 1957 die Diplomprüfung ab. Von 1959 bis 1961 war er wissenschaftlicher Mitarbeiter an der Universitätsbibliothek Jena und der Deutschen Staatsbibliothek Berlin (Ost). Von 1959 bis 1962 absolvierte er ein Studium der Bibliothekswissenschaft an der Universität Berlin und schloss dieses 1962 mit einer weiteren Diplomprüfung ab. In der Zeit von 1962 bis 1972 war Jügelt dann als wissenschaftlicher Bibliothekar an der Deutschen Staatsbibliothek tätig. Im Jahre 1972 wurde er Direktor der Universitätsbibliothek Rostock. Dieses Amt hatte er bis 1992 inne. 1976 promovierte er an der Universität Rostock zum Dr. phil. 1988 erhielt er eine außerordentliche Professur für Bibliothekswissenschaft an dieser Universität, an der er 1986 die Lehrbefügnis für dieses Fach erlangt hatte. Von 1993 bis 1999 betreute er als Kustos die historischen Sammlungen der Universität Rostock.
Jügelt wirkte in zahlreichen in- und ausländischen bibliothekarischen Gremien an führender Stelle mit.
Von 1954 bis 1972 war Jügelt außerdem als nebenamtlicher Übersetzer in ungarischer Sprache tätig. In seinen zahlreichen Veröffentlichungen beschäftigte er sich vor allem mit der Geschichte der Stadt und Universität Rostock.

## Schriften (Auswahl)
- Hungarica-Auswahlkatalog der Universitätsbibliothek Jena (= Claves Jensensis, Bd. 10). Böhlau, Weimar 1961.
- (Übers., mit Hans Skirecki): András Tasnádi Kubacska / Bevor der Mensch kam. Eine Entwicklungsgeschichte des Lebens. Urania-Verlag, Leipzig 1968.
- Die Rezensionen der ungarischen und Ungarn betreffenden Schriften in der "Allgemeinen Literatur-Zeitung" 1785–1803. Dissertation Universität Rostock 1976.
- Bibliotheca Philosophica - Bibliotheca Academica - Universitätsbibliothek. Bücher, Bibliothekare und Ereignisse in der 425jährigen Geschichte der Universitätsbibliothek Rostock. In: Gerhard Maeß (Hrsg.): Mögen viele Lehrmeinungen um die eine Wahrheit ringen. 575 Jahre Universität Rostock. Konrad Reich Verlag, Rostock 1994, S. 40–69, ISBN 3-86167-062-3.
- (mit Katrin Arrieta): Die Kunstsammlung der ehemaligen Artothek der Universität Rostock. Katalog (= Veröffentlichungen der Universitätsbibliothek Rostock, Bd. 130). Universitätsbibliothek Rostock 2000.
- Rostocker Bibliothekare im Verein Deutscher Bibliothekare. In: Stefan Siebert (Hrsg.): Bibliothek zwischen Kontinuität und Wandel. Festschrift für Peter Hoffmann zum 60. Geburtstag (= Veröffentlichungen der Universitätsbibliothek Rostock, Bd. 129). Universitätsbibliothek Rostock 2000, S. 45–70.
- Christian Ehrenfried Eschenbach (1712–1788). Ein verdienstvoller Rostocker Hochschullehrer und bedeutender Gerichtsmediziner. In: Beiträge zur Geschichte der Stadt Rostock, Bd. 27 (2005), S. 68–86.
- (Mitautor): Peter Hoffmann (Hrsg.): Nie war Raum genug ... Ein illustrierter Streifzug durch die Entwicklungs- und Baugeschichte der Universitätsbibliothek Rostock aus Anlass der Eröffnung der Bereichsbibliothek Südstadt (= Veröffentlichungen der Universitätsbibliothek Rostock, Bd. 135). Universitätsbibliothek Rostock 2006, ISBN 3-86009-301-0.
- Lesekultur in Rostock im 18. und 19. Jahrhundert. In: Beiträge zur Geschichte der Stadt Rostock, Bd. 28 (2006), S. 53–78.
- Von Königsberg nach Rostock. Die Provenienz der Rostocker Kant-Handschriften. In: Udo Kern (Hrsg.): Was ist und was sein soll. Natur und Freiheit bei Immanuel Kant. De Gruyter, Berlin 2007, S. 13–42, ISBN 3-11-019226-8.
- Rostock. 10. Mai 1933 auf dem Friedrich-Hildebrandt-Platz. In: Julius H. Schoeps (Hrsg.): Orte der Bücherverbrennung in Deutschland 1933. Olms, Hildesheim 2008, S. 722–743, ISBN 3-487-13660-0.
- Die "Weihe der Wissenschaft" für den Dichter Adolf Wilbrandt. Zum 100-jährigen Jubiläum des ersten Doktor-Diploms der Universität Rostock in deutscher Sprache. In: Beiträge zur Geschichte der Stadt Rostock, Bd. 31 (2011), S. 200–210.
- Magnus Pegel (1547–1616/18). Versuch der Rekonstruktion einer Biografie. In: Beiträge zur Geschichte der Stadt Rostock, Bd. 32 (2012), S. 33–103.
- Adolf Wilbrandt. Seine akademischen Vorfahren und die Universität Rostock. In: Stefan Siebert (Hrsg.): Adolf Wilbrandt. Ein literarisches Leben zwischen Rostock und Wien (= Veröffentlichungen der Universitätsbibliothek Rostock, Bd. 141). Universitätsbibliothek Rostock 2013, S. 75–134, ISBN 978-3-86009-146-3.
- Opera bibliothecarii. Ausgewählte Beiträge zur Geschichte von Universität und Universitätsbibliothek Rostock ; Festgabe zum 80. Geburtstag am 11. September 2014 (= Veröffentlichungen der Universitätsbibliothek Rostock, Bd. 142). Universitätsbibliothek Rostock 2014, ISBN 978-3-86009-438-9.
- Johan Jakob von Döbeln – ein schwedischer Adliger aus Rostock – und die Begründung der Bibliotheca Döbeliana Lundensis 1718. Books on Demand, Norderstedt 2015, ISBN 3-7386-1286-6.